# Luigi Garzi
Luigi Garzi, född 1638 i Pistoia, död 2 april 1721 i Rom, var en italiensk målare under barockepoken. Han var elev till Carlo Maratta.

## Verk i urval
- Allegori över Tron – Santi Ambrogio e Carlo al Corso[1]
- Den heliga Katarina av Sienas förhärligande (takfresk) – Santa Caterina da Siena a Magnanapoli[2]
- Den helige Silvester och Konstantin den store – Santa Croce in Gerusalemme[3][4]
- Pietà – San Giovanni della Pigna[5]
- Den helige Josefs förhärligande (kupolfresk) – Cappella Sacripante, Sant'Ignazio[6]
- Den helige Gregorios av Nazianzos – Santa Maria in Campo Marzio[7]
- Den helige Franciskus – Santa Maria in Montesanto[8]
- Den Evige Fadern i härligheten (kupolfresk) – Cappella Cybo, Santa Maria del Popolo[9]
- Kristus i bön – Santa Maria in Traspontina[10]
- Scener ur den helige Paulus liv – San Paolo alla Regola[11]
- Den helige Franciskus förhärligande (takfresk) – Santissime Stimmate di San Francesco[12]

## Bilder
| - Allegori över Tron. - Den heliga Katarina av Sienas förhärligande. - Den helige Josefs förhärligande. |